# Saint-Germain-le-Rocheux
Saint-Germain-le-Rocheux is een gemeente in het Franse departement Côte-d'Or (regio Bourgogne-Franche-Comté) en telt 90 inwoners (2009). De plaats maakt deel uit van het arrondissement Montbard.

## Geografie
De oppervlakte van Saint-Germain-le-Rocheux bedraagt 7,7 km², de bevolkingsdichtheid is dus 11,7 inwoners per km².
De onderstaande kaart toont de ligging van Saint-Germain-le-Rocheux met de belangrijkste infrastructuur en aangrenzende gemeenten.

## Demografie
Onderstaande figuur toont het verloop van het inwonertal (bron: INSEE-tellingen).